# Jörg Faerber
Jörg Faerber (Stoccarda, 18 giugno 1929 – Willich, 15 settembre 2022) è stato un direttore d'orchestra tedesco, specializzato nell'esecuzione di musica barocca.

## Biografia
Studiò presso la Hochschule für Musik della sua città natale ed iniziò la sua carriera a Stoccarda dirigendo l'orchestra del teatro della città.
Diresse poi la "Württembergisches Kammerorchester" di Heilbronn, dove rimase per più di 40 anni.
Nel corso della sua attività di direttore si distinse particolarmente come interprete del repertorio barocco.
Faerber continuò a dirigere l'orchestra fino ai primi anni del XXI secolo.
Iniziò una lunga collaborazione con la Vox negli anni sessanta, realizzando moltissime registrazioni.
Si distinse sempre come interprete acuto della musica barocca ed incise per le più importanti etichette discografiche, come EMI e RCA.
È morto il 15 settembre 2022 a 93 anni.